# Ariel López
Ariel Maximiliano López (Lanús, 5 aprile 1974) è un ex calciatore argentino, di ruolo attaccante.

## Carriera
Ha iniziato la carriera nel Lanús, prima di trasferirsi nel gennaio 1998 nella Serie B italiana, al Genoa. Nel 1999, firma per il Mallorca, ma al termine della stagione torna in Argentina, al San Lorenzo. Nel 2000, firma per la squadra che lo aveva lanciato, il Lanús.
Dopo una parentesi all'Hércules, viene acquistato dal Quilmes. Dal 2004 si è trasferito in Messico, dove ha giocato prima al Necaxa e poi ai Pumas.

## Palmarès

### Competizioni nazionali
- Supercoppa di Spagna: 1

Maiorca: 1998

### Competizioni internazionali
- Coppa CONMEBOL: 1

Lanús: 1996